# Avenir aturin rugby
Maillots
Actualités
L'Avenir aturin rugby est un club de rugby à XV basé à Aire-sur-l'Adour. Il évolue en Fédérale 3 pour la saison 2024-2025.

## Histoire

### Naissance du club
Le Sporting Club aturin publie les statuts du nouveau club le 16 janvier 1908, avant de les adopter en assemblée générale le 5 février. En 1914, il est simplement renommé Avenir, d'après la société de tir homonyme. En 1920, il devient Avenir aturin.
Le club évolue au plus haut niveau en 1re division, groupe A, lors des saisons 1953-54, 1972-73, 1982-83, 1983-84 et 1984-85.

### Aire en première division
En 1972, pour le match de la montée, l'Avenir aturin bat l'US Annecy, premier de poule et invaincu jusqu'à ce match, sur le score de 6 à 0 à Quillan après avoir écarté successivement Lannemezan et Quillan. Le club est ensuite battu en quart de finale par Carmaux des frères Aué. Aire compte alors dans ses rangs le capitaine et troisième ligne Jo Despagnet, le talonneur Amestoy, l'ouvreur Darrieux ou l'ailier Laborde, qui décèdera l'été suivant d'un accident de voiture.

### Descente en deuxième division
Pour sa première saison en première division, Aire se trouve dans une poule relevée comprenant Béziers, champion de France en titre, Montferrand, Bagnères, Auch ou encore Lourdes ; le club termine la saison avec un bilan de 1 match nul pour 13 défaites. Il est relégué en deuxième division où il évolue entre 1975 et 1979.

### Retour en première division

#### Champion de France groupe B 1982
Le club est alors promu en première division groupe B, championnat qu'il remporte en 1982 après avoir éliminé le FC Auch en demi-finale puis battu Bourgoin du futur international Marc Cécillon en finale dans un match où l'ouvreur berjallien Tourlonias manquera deux drops et trois pénalités.

#### Trois saisons consécutives dans l'élite (1983-1985)
Aire reste alors 3 ans dans l'élite du rugby français avant de retrouver la première division groupe B en 1986, enregistrant notamment des victoires contre Dax, Aurillac et Montferrand.

#### Descente en groupe B
Le club effectue par la suite d'autres bons résultats en championnat de France groupe B : deux fois quart de finaliste .
En 2000 le club s'incline d'un point à Millau, contre Lons le Saunier en finale du championnat de France de Fédérale 2.
En novembre 2007, Aire sur Adour inaugure le stade rénové contre le club de La Teste. Le club compte une section féminines depuis quelques années qui évoluent en troisième division.

## Palmarès

### Détail du palmarès
- Championnat de France de première division groupe B :
  - Champion (1) : 1982[1]
- Championnat de France de deuxième division :
  - Champion (1) : 1953[1]
  - 1/2 finaliste 1952
  - Vice-champion (1) : 2000

### Finales disputées
| Compétitions         | Date         | Vainqueur           | Score   | Finaliste           | Lieu                             |
| -------------------- | ------------ | ------------------- | ------- | ------------------- | -------------------------------- |
| Groupe B             | 23 mai 1982  | Avenir aturin rugby | 16 - 15 | CS Bourgoin-Jallieu | Stade de la Mosson, Montpellier  |
| Challenge de l'Essor | 3 mai 1992   | Avenir aturin rugby | 17 - 11 | Saint Paul SR       | Stade Georges-Dumartin, Hagetmau |
| Nationale 2          | 11 juin 2000 | CS Lons             | 23 - 22 | Avenir aturin rugby | Stade municipal, Millau          |
| Challenge de l'Essor | 4 juin 2006  | Avenir aturin rugby | 28 - 19 | US Morlaàs          | Stade Georges-Dumartin, Hagetmau |

## Personnalités du club

### Joueurs emblématiques
- Jean-Baptiste Barrère
- Romain Buros
- Bernard Couralet[1]
- Jean-Bernard Duplantier[1]
- Philippe Dussau[1]
- Guy Duvignau[1]
- Florian Cazalot[1]
- Vincent Farré
- Loïc Fior[1]
- Yann Fior[1]
- Nicolas Lafitte
- Okasana Lagache-Guéry
- Helvana Lagache-Guéry
- Marvin Lestremau
- Julien Lestremau
- Mathias Colombet

### Présidents
- Farré (années 1977-1985)
- Louis Couture (1991-1996)
- Gourdon (fin des années 1990)
- Philippe Duvignau (1999-2000) (2008-2012)
- Xavier Labat
- Jacques Cassagne
- Fabrice Lacaze

### Entraîneurs
- 2016-2017: Fabien Devecchi
- Guy Cazade
- Pierre Casanave
- Jean-Bernard Duplantier
- Patrick Marot
- Guillaume Arrieumerlou
- Patrice Lalanne
- Guillaume Paulien
- Marc Marais
- Patrick Cassaigne
- 2023-2024 : Jean-Paul Trille et Florian Cazalot